# John Howard Smith
John Howard Smith ist ein amerikanischer Mathematiker, zudem pensionierter Professor für Mathematik am Boston College.  Er erhielt seinen Ph.D. vom Massachusetts Institute of Technology im Jahr 1963 unter der Aufsicht von Kenkichi Iwasawa.
In der Abstimmungstheorie ist er für die sogenannte Smith-Menge bekannt, die kleinste nicht leere Menge von Kandidaten, sodass bei jeder paarweisen Gegenüberstellung (Wahl/Stichwahl mit zwei Kandidaten) zwischen einem Mitglied und einem Nichtmitglied das Mitglied nach der Mehrheitsregel stets der Gewinner ist, und für das Smith-Kriterium, eine Eigenschaft bestimmter Wahlsysteme, bei denen der Gewinner garantiert zur Smith-Menge gehört.  Er leistete auch Beiträge zur spektralen Graphentheorie und zur additiven Zahlentheorie.

## Schriften (Auswahl)
- mit Burton Fein, Basil Gordon: On the representation of −1 as a sum of two squares in an algebraic number field, Journal of Number Theory, Band 3, 1970, S. 310–315,
- Some properties of the spectrum of a graph, Combinatorial Structures and their Applications (Proc. Calgary Internat. Conf., Calgary, Alta., 969), New York: Gordon and Breach, 1970, S. 403–406
- Aggregation of Preferences with Variable Electorates Econometrica, Band 41, 1973, S. 1027–1041